# Кимје
Кимје (фр. Cumiès) насеље је и општина у јужној Француској у региону Лангдок-Русијон, у департману Од која припада префектури Каркасон.
По подацима из 2011. године у општини је живело 35 становника, а густина насељености је износила 8,93 становника/km². Општина се простире на површини од 3,92 km². Налази се на средњој надморској висини од 230 метара (максималној 313 m, а минималној 224 m).

## Демографија
| 1962. | 1968. | 1975. | 1982. | 1990. | 1999. | 2011. |
| ----- | ----- | ----- | ----- | ----- | ----- | ----- |
| 34    | 34    | 36    | 43    | 36    | 40    | 35    |

График промене броја становника у току последњих година